# Ratusz gminy Ligota
Ratusz gminy Ligota – budynek będący pierwotnie siedzibą urzędu gminy Ligota, znajdujący się przy ulicy Piotrowickiej 83 w Katowicach, w granicach dzielnicy Ligota-Panewniki. Gmach wzniesiono w pierwszym ćwierćwieczu XX wieku w stylu modernizmu, a swoją pierwotną funkcję pełnił do 1924 roku. W okresie powojennym stał się on siedzibą placówek opieki medycznej. 

## Historia

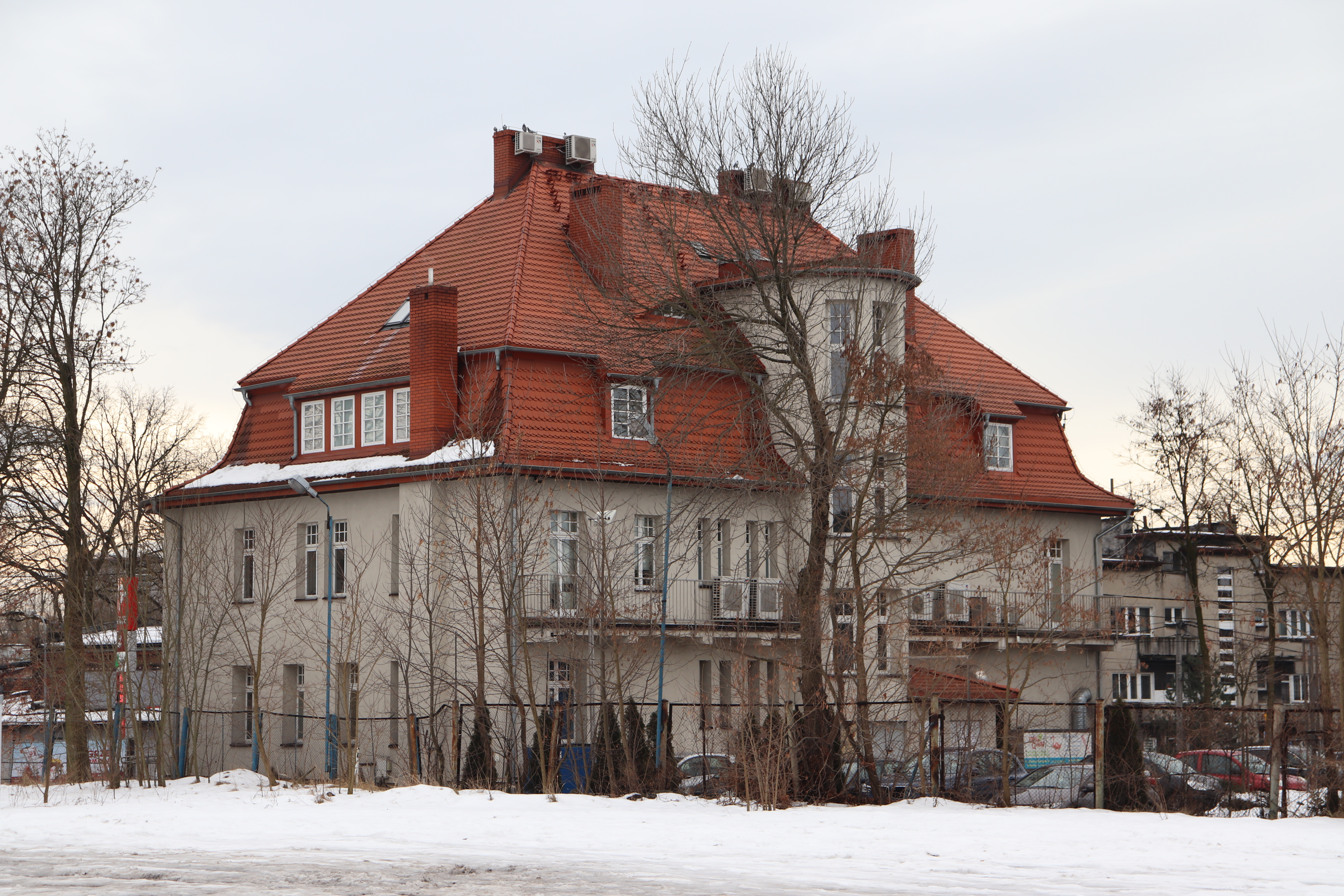
Gmach ratusza od tyłu (2022)

Zanim powstał budynek przy ulicy Piotrowickiej 83, siedzibą urzędu gminy Ligota był gmach przy ulicy Franciszkańskiej 25. Był on jednocześnie pierwszą siedzibą urzędu gminy. Nowy gmach ligockiego ratusza został wzniesiony w pierwszym ćwierćwieczu XX wieku. Powstał on w środkowej części Ligoty, na zachód od głównej linii kolejowej, u zbiegu drogi do Piotrowic (późniejsza ulica Piotrowicka) i osi zabudowy wiejskiej (późniejsza ulicy Książęca). Po przeciwnej stronie ulicy działała wówczas restauracja oraz fabryka chemiczna. Urząd w nowym gmachu funkcjonował w latach międzywojennych, a pełnił on swoją pierwotną funkcję do 1924 roku, kiedy to Ligotę włączono do Katowic, stając się ich częścią.
W gmachu tym następnie zaczął funkcjonować komisariat Policji Państwowej, a siedzibą policji budynek był także w czasach niemieckiej okupacji Polski podczas II wojny światowej.
Zaraz po II wojnie światowej, początkowo w budynku ligockiego ratusza ulokował się ligocki komitet PZPR, a w późniejszym okresie zaczęły tu funkcjonować placówki opieki zdrowotnej. W 1996 roku w gmachu funkcjonował Zespół Opieki Zdrowotnej, a pod koniec 2023 roku było zarejestrowanych 14 podmiotów gospodarczych w systemie REGON z siedzibą przy ulicy Piotrowickiej 83 – wszystkie z nich związane z opieką zdrowotną.

## Charakterystyka
Ratusz gminy Ligota to budynek zakładu opieki medycznej, a pierwotnie siedziba urzędu gminy Ligota, położony w Katowicach przy ulicy Piotrowickiej 83, na terenie dzielnicy Ligota-Panewniki.
Gmach reprezentuje styl modernizmu. Jest to obiekt murowany z cegły i tynkowany, zwieńczony dachem mansardowym, z półkopułami, kryty dachówką. Liczy 3 kondygnacje nadziemne i 1 podziemną. Powierzchnia zabudowy budynku wynosi 362 m². Od frontu na budynku znajdują się podcienia na filarach, nad nim balkon z murowaną balustradą, a po bokach wieloboczne ryzality zwieńczone półkoliście. Fasada zwieńczona jest wielobocznym szczytem. Z tyłu budynku znajduje się półkolisty ryzalit, a także balkony.
Budynek wpisany jest do gminnej ewidencji zabytków miasta Katowice, a dodatkowo objęty jest ochroną w strefie ochrony konserwatorskiej ustanowionej na mocy przepisów miejscowego planu zagospodarowania przestrzennego.